# アレクサンダー・エッスヴァイン
アレクサンダー・エッスヴァイン（Alexander Esswein、1990年3月25日 - ）は、西ドイツ・ヴォルムス出身のサッカー選手。ブンデスリーガ2部・SVザントハウゼン所属。ポジションはミッドフィールダー。

## 経歴
2002年、1.FCカイザースラウテルンの下部組織に加入。2007年、U-17ドイツ代表としてU-17ワールドカップに出場。グループリーグの対トリニダード・トバゴ戦で2得点、また、3位決定戦の対ガーナ戦では1-1で迎えたロスタイムの後半47分に決勝点を決め、大会通算3得点を挙げた。
プロデビューは2007年12月17日、ツヴァイテリーガでの対1.FCケルン戦。63分に途中出場した。2008年6月、VfLヴォルフスブルクに移籍。
2018年12月22日、ヘルタ・ベルリンよりVfBシュトゥットガルトへ2018-19シーズン終了まで期限付き移籍をした。

## タイトル
VfLヴォルフスブルク
- ブンデスリーガ：2008-09